# Solna City
Solna City är ett omfattande ombyggnadsprojekt av de centrala delarna av Solna kommun i Stockholms län. Ombyggnaden innefattar både centrumdelen som planeras att utökas med cirka 20 000 kvadratmeter försäljningsyta, bostäder och kontorsbyggnader. Rodamco Europe som är ägare och förvaltare av Solna Centrum har valt Benoy som arkitekt för utbyggnaden av gallerian Solna Centrum.
Det nya programmet förutsätter att genomfartstrafiken minskar så att mer stadsmässiga gaturum kan skapas. Ny bebyggelse föreslås mot Frösundaleden, Solnavägen och Huvudstagatan. Råsundastadion ersätts med ny bebyggelse efter att den nya nationalarenan Friends Arena, också den i Solna, tagits i bruk. I förslaget ingår också ett kulturhus med ett nytt bibliotek. Tre alternativa placeringar av högre hus, cirka 30 våningar, ingår i programmet.